# Photuris lucicrescens
Photuris lucicrescens är en skalbaggsart som beskrevs av Barber 1951. Photuris lucicrescens ingår i släktet Photuris och familjen lysmaskar. Inga underarter finns listade i Catalogue of Life.